# 조재천
조재천(曺在千, 1912년 11월 19일 ~ 1970년 7월 5일, 전남 광양)은 대한민국의 정치인이자 친일반민족행위자이다.  일제 때 사법시험에 합격하고 일제하 판사로 근무하였다. 민족문제연구소의 친일인명사전에 친일반민족행위자로 등재되었다. 해방 뒤 경북도경찰국장 등을 지내고  1954년 총선거 때 경북 달성에서 민주국민당 후보로 출마, 제3대 민의원의원에 당선됨으로써 정계에 진출하였다. 1956년의 제3대 정·부통령 선거에서는 ‘못살겠다 갈아보자’라는 선거구호를 내걸고 민주당 선전부장으로서 맹활약을 하였던 반공보수주의자였다. 1958년 대구에서 제4대 민의원의원에 당선되었으며, 1960년 제2공화국에서는 제5대 민의원의원으로 당선, 법무장관에 이어 1961년 내무장관이 되었으나 5·16군사정변으로 정당활동이 금지되어 잠시 변호사를 개업하였다. 1963년 정치규제가 풀리고, 그해 전국구로 제6대 국회의원(민주당)으로 당선되어 야당통합에 앞장섰으며, 1965년 민주당 총재를 지냈다. 박정희 국가재건최고회의 의장에 반대해 '황태성 생존설’을 계속 주장했다.

## 학력
- 일본 주오 대학(中央大学) 법학과 중퇴

## 경력
- 판사, 검사
- 경북도경찰국장, 경북도지사
- 법무부장관, 내무부장관
- 국회의원

## 역대 선거 결과
|  | 40.50% |

|  | 70.64% |

|  | 73.17% |

|  | 13.50% |

|  | 21.73% |